# Podgora, Straža
Podgora este o localitate din comuna Straža, Slovenia, cu o populație de 173 de locuitori.